# День янгола (фільм, 1988)
«День янгола» (рос. «День ангела») — радянська комедійна драма за однойменним оповіданням Михайла Коновальчука, знята режисером Сергієм Сельяновим і Миколою Макаровим на кіностудії «Ленфільм». Фільм знімався підпільно на початку 1980-х років і вперше був показаний лише в червні 1988 року. В СРСР його переглянуло 300 000 глядачів [джерело?].

## Сюжет
У центрі фільму підліток Мафусаїл, що розповідає про своє життя і про життя близьких людей. Батько хлопчика герой громадянської війни, старший брат — злодій і бандит, середній — фальшивомонетник, три сестри — працьовита Катерина, побожна Віра і непосидюча Любка. Всі вони живуть у великому дерев'яному будинку, що покосився, який теж герой картини. У будинку, крім Мафусаїла і його сім'ї, проживають колишній господар — пан, що прозябає десь у підвалах, дачники з міста і багато інших… Всі вони співіснують у будинку, іноді набридаючи одне одному, але ніколи не вступаючи в конфлікт…

## У ролях
- Леонід Коновалов —  Мафусаїл
- Олександр Бєлов —  батько
- В'ячеслав Говалло —  Іван, брат Мафусаїла
- Олексій Анненков —  Коля, брат Мафусаїла
- Катерина Кукліна —  Катя, сестра Мафусаїла
- Людмила Ямпільська —  Віра, сестра Мафусаїла
- Лариса Шумілкина —  Люба сестра Мафусаїла
- Юрій Клименко —  Сева, дачник
- Світлана Бубнова —  Валентина, дружина Севи
- О. Абросімова — Алла, дочка Сєви та Валентини
- С. Міхутін — Коля у дитинстві
- В. Штоль — відвідувач Віри
- Сергій Русскін — співробітник УГРО
- Микола Устинов — співробітник УГРО
- А. Шубін — співробітник УГРО
- Д. Колокотов — співробітник УГРО

## Знімальна група
- Автор сценарію — Михайло Коновальчук
- Режисер — Сергій Сельянов, Микола Макаров
- Оператор — Сергій Астахов
- Композитор — Аркадій Гагулашвілі
- Художник — Олександр Майоров, Лариса Шилова